# Парк Марии Луизы
Парк Марии-Луизы (исп. Parque de María Luisa) — главный городской парк Севильи. Располагается вдоль набережной реки Гвадалквивир. Появился вместе с площадью Испании в ходе подготовки города к проведению Иберо-Американской выставке 1929 года. Земельный участок, ранее сады дворца Сан-Тельмо, где был разбит парк, городу подарила в 1893 году Мария Луиза Фернанда Испанская, и парк был назван её именем. Благоустройство городского парка началось в 1911 году усилиями французского ландшафтного архитектора Жан-Клода Николя Форестье и архитектора Анибаля Гонсалеса одновременно с площадью Испании. Два построенных в парке павильона, освободившихся после Иберо-Американской выставки, в настоящее время занимают Археологический музей Севильи и Музей народных искусств и ремёсел.
В парке растёт множество видов деревьев, кустарников, цветов, названия которых указаны на соответствующих установленных табличках. Парк украшают многочисленные скульптуры и фонтаны в мавританском стиле с обилием изразцов.